# Ducat de Savoia
El Ducat de Savoia (en llatí: Ducatus Sabaudiae; en francès: Duché de Savoie, en italià: Ducato di Savoia) fou un estat integrant del Sacre Imperi Romanogermànic a la part septentrional de la península Itàlica, així com en zones de l'actual França, entre 1416 i 1714 i regit per la Dinastia Savoia. Aquest estat fou el successor del Comtat de Savoia i el predecessor del Regne de Sardenya-Piemont, al seu torn embrió del Regne d'Itàlia.

## Situació geogràfica
El Ducat de Savoia s'estenia en una àmplia zona a cavall entre les actuals França i Itàlia. La capital, Chambéry, estava a l'actual departament francès de la Savoia, d'on era originària la família. Així mateix va englobar les terres de l'actual Alta Savoia a França i les zones italianes de la Vall d'Aosta i del Piemont, i va arribar a aconseguir una sortida al mar gràcies a l'adquisició el 1388 del Comtat de Niça. Al Piemont els límits del ducat estaven menys marcats, i es van mantenir contínues guerres amb els Visconti i els Anjou pel control del Marquesat de Montferrat i Saluzzo.
El 1418 Amadeu VIII aconseguí la sobirania total sobre les ciutats de Torí i Pinerolo, de manera que es va traslladar el centre de gravetat del mateix ducat cap a la península Itàlica, i el 1562 la capital va passar a ser la ciutat de Torí.

## Creació

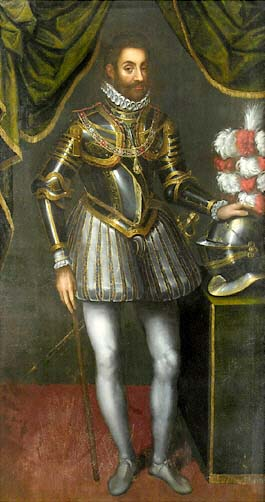
Imatge de Manuel Filibert de Savoia

El 19 de febrer de 1416 l'emperador Segimon I del Sacre Imperi Romanogermànic concedí el títol de Ducat de Savoia a l'antic Comtat de Savoia. D'aquesta manera, el territori va assolir una autonomia política sense precedent en qualsevol territori del Sacre Imperi Romanogermànic. A partir d'aquells moments els successors d'Amadeu VIII, titular de la dinastia Savoia, utilitzaran, a més del títol de comte, el títol de duc de Savoia.
El 1536 fou ocupat per Francesc I de França, moment en el qual mantingué una independència formal però en el qual se'n reordenà la política interna, per exemple amb la concessió d'un parlament amb seu a la ciutat de Chambéry. El 1559, amb el Tractat de Cateau-Cambresis, s'acabà l'ocupació francesa i el parlament es convertí en un senat. El 1601, arran d'un conflicte de tretze anys amb el Regne de França, Carles Manuel I de Savoia va donar als territoris de Bresse, Bugey, Valromey i Gex a Enric IV de França a canvi del marquesat de Saluzzo.
El 1630 es produí una nova ocupació francesa, obligant els ducs de Savoia a cedir la fortalesa de Pinerolo a França mitjançant la signatura del Tractat de Cherasco de 1631. Rebutjada una aliança amb França, el Ducat de Savoia fou ocupat novament entre 1690 i 1696, així com entre 1703 i 1713.

## Conversió en reialme
En finalitzar la Guerra de Successió Espanyola, i amb la signatura del Tractat d'Utrecht l'any 1713, el Ducat de Savoia va recuperar les seves possessions originals i va rebre el Regne de Sicília; d'aquesta manera, Víctor Amadeu II de Savoia va ser nomenat rei de Sicília l'any 1713.
El 1720, després de la Guerra de la Quàdruple Aliança, el duc va bescanviar el Regne de Sicília amb l'Imperi austríac a canvi del Regne de Sardenya, i per aquesta via es va conformar a partir d'aquell moment el nou Regne de Sardenya-Piemont.

## Cessió a França
Entre 1792 i 1814 el Ducat fou ocupat per la França Revolucionària, i el 1860 a conseqüència del suport francès a la unificació italiana la regió històrica de la Savoia fou cedida al Segon Imperi Francès de Napoleó III, creant els actuals departaments de Savoia i l'Alta Savoia.